# Podwieczorek z piosenką
Podwieczorek z piosenką – debiutancki longplay polskiego piosenkarza Jerzego Połomskiego, wydany w 1959 roku nakładem wydawnictw muzycznych Pronit oraz Polskie Nagrania „Muza”. Album stanowi jedyną „dzisiątkę” w karierze wokalisty.

## Lista utworów
Opracowano na podstawie materiału źródłowego.
Strona A
1. „Gdzie jest mój dom” (muz. Nina Pilichowska, sł. Janusz Odrowąż)
2. „O'Congaceiro” (muz. i sł. N. Nascimento)
3. „To był żart” (muz. Ryszard Sielicki, sł. Janusz Odrowąż)
4. „Dygresja” (muz. Ryszard Damrosz, sł. Jerry Herman)

Strona B
1. „Za kilka lat” (muz. Władysław Szpilman, sł. Kazimierz Winkler)
2. „Wrześniowe wspomnienia” (muz. Ryszard Damrosz, sł. Jerry Herman)
3. „Aleje, młodość i jaśminy” (muz. Tadeusz Kwieciński, sł. Eugeniusz Żytomirski)
4. „Dygresja” (muz. i sł. Toledo)